# ميك تالبوت
ميك تالبوت (بالإنجليزية: Mick Talbot)‏ هو مغني بريطاني، ولد في 11 سبتمبر 1958 في ويمبلدون في المملكة المتحدة.

## وصلات خارجية
- ميك تالبوت على موقع IMDb (الإنجليزية)
- ميك تالبوت على موقع ميوزك برينز (الإنجليزية)
- ميك تالبوت على موقع ديسكوغز (الإنجليزية)